# Orden de la Reina Santa Isabel
La Orden de la Reina Santa Isabel  (en portugués: Ordem da Rainha Santa Isabel) es una orden dinástica católica de la cual es Gran Maestre la Duquesa de Braganza, Isabel de Herédia.

## Historia
Fue creada por el rey Juan VI de Portugal el 4 de noviembre de 1801, en honor de Santa Isabel de Portugal, consorte del rey Dioniosio I de Portugal. Juan VI hace primera Gran Maestre de la Orden a su esposa, Carlota Joaquina de España.
Tras la proclamación de la República Portuguesa, la orden continuó siendo otorgada por el rey en el exilio Manuel II de Portugal, quién la da su mujer, Augusta Victoria. Después de su muerte, tanto la Reina como la Reina Madre continuaron usando las insignias de Grandes Maestres de la orden.
En 1986 Eduarzo Pío, Duque de Braganza, restablece la orden como orden dinástica de la familia real portuguesa. Don Eduardo se convierte en soberano de la orden, invistiendo a su esposa como Gran maestre de la misma. 
La Orden celebra un capítulo o asamblea cada 4 de julio en el Monasterio de Santa Clara la Nueva en Coímbra, donde se encuentra enterrada Santa Isabel de Portugal. La Duquesa de Branganza ha nombrado como damas de la Orden a distintas princesas y señoras a las que quería agradecer su contribución a obras de caridad portuguesa. 
El 27 de octubre de 2012 fueron nombradas como damas de la orden las siguientes princesas:
- Gran Duquesa de Luxemburgo.
- Custodia de la Corona Rumana.
- Princesa Margarita de Liechtenstein.
- Princesa Cristina de Brasil.
- Princesa Leonor de Ligne (hermana de la anterior).

## Estructura
La orden se encuentra limitada a un número de veintiséis damas de religión católica.

## Insignia
La banda de la orden es rosa pálido y tiene una raya blanca en el medio. 
El medallón de la misma consiste en una imagen de la Reina titular dando limosna a un pobre. Este cuadro está rodeado por un marco con rosas (una alusión al milagro de la Reina). 
La insignia de la orden es Pauperum Solatio (Alivio de los pobres).